# Carex ×zahnii
Hybride
Parent  A  de l'hybridation 
  Carex brunnescens 
×

Parent B de l'hybridation 
  Carex lachenalii 
Classification phylogénétique
Carex ×zahnii est une espèce hybride de plantes du genre Carex et de la famille des Cyperaceae.
Elle est issue du croisement entre Carex lachenalii Schkuhr et Carex brunnescens (Pers.) Poir..